# 則天武后 (テレビドラマ)
『則天武后』（そくてんぶこう、原題：武則天）は、1995年の中国のテレビドラマ。全30話。

## 概要
中国史上唯一の女帝で、中国三大悪女の一人とも言われる則天武后の生涯を描いた中国歴史ドラマ。日本語吹き替えされたバージョンが1996年にNHK BS2で放映された。

## あらすじ
唐の都長安。荊州都督武士彠の娘の武媚娘（後の則天武后）は、その類い稀なる美貌から唐の太宗李世民の才人（皇帝の側室）に召される。
はじめ皇帝の寵愛をうけた武媚娘であったが、太史令の李淳風の所有する『天象命観』の間に挟まれていた「唐三代の後、女王武氏立つ」という予言の紙と太白金星の発現という災いの兆しから、武媚娘は皇帝からの寵愛を失った。
そして武媚娘は後宮に残るため侍女となる決心をする。
そのころ太宗の九男の李治に見初められ、李治の皇帝即位後は、再び才人として皇帝に仕えることになる。

## スタッフ
- 監督：陳家林（中国語版）
- BS2版ナレーション：小林尚臣

## 登場人物・出演者
| 登場人物                             | 出演者 | 日本語吹き替え（BS2） |
| ------------------------------------ | ------ | --------------------- |
| 武媚娘（ぶ・びじょう、後の則天武后） | 劉暁慶 | 小山茉美              |
| 李世民（唐・太宗）                   | 鮑国安 | 瑳川哲朗              |
| 徐才人                               | 李建群 | 高島雅羅              |
| 王内侍（おう・ないし） 王福来        | 武力平 | 山野史人              |
| 霊児（れいじ）                       | 虞夢   |                       |
| 長孫無忌                             | 劉毓濱 | 坂口芳貞              |
| 褚遂良                               | 張光正 |                       |
| 房玄齢                               | 王培   |                       |
| 房遺愛                               | 呂国賓 |                       |
| 李泰                                 | 洪剣涛 |                       |
| 高陽公主                             | 馬麗   | 塩田朋子              |
| 李治（唐・高宗）                     | 陳宝国 | 牛山茂                |
| 王皇后                               | 鄭爽   |                       |
| 蕭淑妃                               | 于恵   | 金野恵子              |
| 楊氏（武媚の母）                     | 金淑媛 |                       |
| 武鳳蓮（武媚の姉）                   | 穆寧   |                       |
| 賀蘭氏（武鳳蓮の娘）                 | 苗乙乙 | 本多知恵子            |
| 許敬宗                               | 李如平 | 堀勝之祐              |
| 李義府                               | 仇永力 |                       |
| 韓瑗                                 | 劉大剛 |                       |
| 李勣                                 | 呂斉   |                       |
| 上官婉                               | 茹萍   |                       |

## DVD
- 日本版 『則天武后』DVD-BOX計2組

発売元：コニービジョン、販売元：コニービデオ
画面サイズ：4：3